# Крис Досон
Кристофер Џон Досон (енгл. Christopher John Dawson) је 34. гувернер Западне Аустралије и бивши полицајац који је био комесар Западноаустралијске полиције од 2017. до 2022. Он је постао гувернер 15. јула 2022.